# Atilax
Atilax је род сисара из реда звери из потпородице Herpestinae у оквиру породице мунгоса (Herpestidae). Најстарији фосилни остаци из овог рода пронађени су у Кенији датирају из периода миоцена.

## Распострањеност
Род обухвата једну живу врсту која се налази у Африци.

## Опис
Дужина тела (без репа) је 48,7–51,4 центиметара, дужина репа 31–41 центиметара; телесна тежина 2,4–4,1 килограма. Они су усамљени, ноћни и полуводени сисари који насељавају мочварна подручја и хране се рибом, раковима, жабама и малим сисарима.

## Таксономија
Научно име овог рода Atilax дао је 1826. године Фредерик Кивје. Кјувије је описао род 1826. године у публикацији посвећеној природној историји сисара у коауторству са француским природњаком Етјеном Жофроа Сен Илером. У оригиналном Кивјеровом опису помиње се врста под називом „Vansire“, али није дато научно име; ова животиња је касније идентификована као Herpestes paludinosus G. Cuvier, 1829 и означена као номенклатурни тип рода.

## Врсте
Род обухвата једну живу врсту која данас постоји :
- Atilax paludinosus (G. Cuvier, 1829) – мочварни мунгос

Описана је и изумрла врста из плеистоцена данашње Јужне Африке
- Atilax mesotes (Ewer, 1956)